# Febră hemoragică virală
Febra hemoragică virală (VHF) este un grup divers de boli animale și umane în care febra și hemoragia sunt cauzate de o infecție virală. VHF pot fi cauzate de cinci familii distincte de virusuri ARN: familiile Arenaviridae, Filoviridae, Bunyaviridae, Flaviviridae și Rhabdoviridae. Toate tipurile de VHF sunt caracterizate de febră și tulburări de sângerare și toate pot progresa până la febră mare, șoc și moarte în multe cazuri. Unii dintre agenții VHF cauzează boli relativ ușoare, cum ar fi scandinav nefropatia epidemica (a Hantavirus), în timp ce altele, cum ar fi virusul Ebola, poate provoca boli grave, care pun în pericol viața.

## Legături externe
- „Viral Haemorrhagic Fever”. The National Archives of United Kingdom. Public Health England (PHE). Arhivat din original la 14 iulie 2014.
- „Viral Haemorrhagic Fevers”. World Health Organization (WHO). United Nations (UN).
- „Viral Hemorrhagic Fevers (VHFs) Virus Families”. National Center for Emerging and Zoonotic Infectious Diseases (NCEZID). U.S. Centers for Disease Control and Prevention (CDC).